# گرهارد لودیگ مولر
گرهارد لودیگ مولر (آلمانی: Gerhard Ludwig Müller؛ زادهٔ ۳۱ دسامبر ۱۹۴۷) کشیش کاتولیک، متخصص الهیات، استاد دانشگاه، اسقف اعظم، و اسقف کاتولیک اهل آلمان است. مولر بین سال‌های ۲۰۰۲ تا ۲۰۱۲ اسقف رگنسبورگ بود و در ۲۲ فوریه ۲۰۱۴ به دستان پاپ فرانسیس درجه کاردینال‌ گرفت.